# Atractus gigas
Atractus gigas är en ormart som beskrevs av Myers och Schargel 2006. Atractus gigas ingår i släktet Atractus och familjen snokar. Inga underarter finns listade.
Arten förekommer i Ecuador samt nordöstra Peru. Den lever i Anderna mellan 600 och 2300 meter över havet. Honor lägger ägg.